# پلانکنفلس
پلانکنفلس (به آلمانی: Plankenfels) یک شهر در آلمان است که در بایروث واقع شده‌است.